# Hội chứng sợ đau
Hội chứng sợ đau (Algophobia) hay Algiophobia là một nỗi ám ảnh bị đau - một nỗi sợ đau bất thường và dai dẳng, gây tác động mạnh hơn nhiều so với một người bình thường. Algophobia phổ biến hơn nhiều ở người cao tuổi. Nó có thể được điều trị bằng liệu pháp nhận thức hành vi và thuốc giải lo âu. Thuật ngữ này xuất phát từ tiếng Hy Lạp: ἄλγος (álgos) tức là "đau" và φόβος (phóbos) tức là "sợ hãi".
Theo nhà tâm lý học hành vi Sabino Metta, phản ứng trước nỗi sợ là một hành vi có được qua học hỏi. Một ví dụ phổ biến về việc này là một người già nghe những người bạn của mình kể lại việc họ đã trải qua nhiều kiểu đau đớn do các chứng bệnh như thế nào. Người này sẽ bắt đầu đoán định trước các vấn đề sắp xảy đến với mình và trải nghiệm nỗi đau đã suy diễn trong đầu trước khi bất cứ điều gì thực sự xảy đến với họ . Những người mắc chứng này cũng có thể mắc Hội chứng tăng cảm giác đau.
Bảng câu hỏi tra vấn về nỗi sợ đau đớn (phiên bản hiện thời là FPQ-III) đã được sử dụng để kiểm tra chứng sợ đau trong quá khứ, được cho là có độ ổn định bên trong tốt và thể hiện được độ tin cậy qua thời gian (có khả năng sử dụng lại) .